# Кулаков, Александр Викторович (футболист)
Александр Викторович Кулаков (латыш. Aleksandrs Kulakovs; 14 апреля 1956, Дединово, Луховицкий район, Московская область, РСФСР) — советский и латвийский футболист, вратарь, латвийский футбольный тренер. Выступал за сборную Латвии.

## Биография
Воспитанник луховицкого футбола. В 1973 году сыграл один матч за дубль московского «Спартака» в первенстве дублёров, также его приглашал Константин Бесков в московское «Динамо». Вызывался в юниорскую сборную РСФСР. В середине 1970-х годов перебрался в Латвийскую ССР, где поначалу выступал в чемпионате республики среди КФК. В 1974 и 1975 годах в составе рижского ВЭФ становился победителем чемпионата, в 1976 году играл за рижский РЭЗ. Дважды (1975, 1976) включался в символическую сборную чемпионата.
В 1977 году дебютировал в соревнованиях мастеров в составе рижской «Даугавы», игравшей во второй лиге СССР. Провёл в команде бессменно 11 сезонов, сыграв более 300 матчей. В 1981 году со своим клубом стал победителем зонального и финального турниров второй лиги и со следующего сезона играл в первой лиге.
Участник Спартакиады народов СССР 1979 года в составе сборной Латвийской ССР (1 матч).
В 1988 году перешёл в таллинский «Спорт», а весной 1989 года играл за «Звейниекс» (Лиепая), оба эти клуба выступали во второй лиге. Летом 1989 года вернулся в «Даугаву», но не смог помочь команде удержаться от вылета из первой лиги. Затем снова играл за клуб из Лиепаи, переименованный в «Олимпию».
В 1991 году выступал за «Форум-Сконто», стал победителем чемпионата Латвийской ССР и финалистом Кубка республики, был включён в символическую сборную чемпионата. В 1992 году продолжал выступать за «Сконто», но был третьим вратарём после Олега Гришина и Раймонда Лайзана и ни разу не вышел на поле. В 1993 году играл за РАФ, с которым стал бронзовым призёром чемпионата Латвии и обладателем Кубка страны. В конце карьеры выступал за «Видус» (Рига).
За сборную Латвии провёл один матч — 12 июля 1992 года в рамках Кубка Балтии против сборной Литвы (2:3).
После окончания игровой карьеры стал работать тренером, в том числе был тренером вратарей в «Сконто» и сборной Латвии. По состоянию на 2014 год — тренер аутсайдера первой лиги Латвии «Саласпилс». В середине 2010-х годов работал тренером вратарей в клубах Средней Азии. В конце сезона 2019 года исполнял обязанности главного тренера «Вентспилса», клуб стал бронзовым призёром чемпионата Латвии.